# Mustapha Hadji
Mustapha Hadji (ur. 16 listopada 1971 w Ifran) – marokański piłkarz.

## Kariera
Urodził się w Maroku, jednak w młodym wieku, wraz z rodziną wyemigrował do Francji. Na początku mieszkali w Saint-Étienne, później w Monceau, aż wreszcie marokańska rodzina osiedliła się w Creutzwald. To właśnie tutaj młody Mustapha stawiał swoje pierwsze piłkarskie kroki. Pierwszym profesjonalnym klubem Marokańczyka było AS Nancy, w barwach którego występował w latach 1991–1996. W tym czasie dostał również propozycję gry w młodzieżowej reprezentacji Francji - odmówił jednak, wybierając występy dla swojej ojczyzny.
W 1996 Hadji przeniósł się na Półwysep Iberyjski. Przez pierwszy sezon grał w Sportingu. Nie czuł się tutaj jednak dobrze i w 1997 przeszedł do Deportivo La Coruña. Podczas, gdy w Sportingu rozegrał 27 spotkań, w Deportivo zagrał tylko 31-krotnie. Hadji przeniósł się do Coventry City, gdzie występował wraz ze swoim rodakiem, Youssefem Chippo. Z drużyny odszedł po spadku klubu do niższej klasy rozgrywkowej. W lipcu 2001 Aston Villi. W lutym 2004 stał się wolnym zawodnikiem i pozyskał go Espanyol Barcelona. W sierpniu tegoż roku przeszedł do klubu ze Zjednoczonych Emiratów Arabskich - Al Ain. W Azji pozostał jednak tylko rok. Przed sezonem 2005/06 skusił się na ofertę klubu z niemieckiej 2. Bundesligi, 1. FC Saarbrücken. Hadji przebił się do pierwszego składu. Ze swoją drużyną spadł do Regionalligi. W klubie z Kraju Saary pozostał do końca sezonu 2006/07. W sierpniu 2007 podpisał kontrakt z II-ligowym klubem luksemburskim Fola Esch. W lipcu 2010 zakończył karierę.
Z reprezentacją Maroka Hadji uczestniczył w Mistrzostwach Świata 1994 i 1998. Podczas mundialu we Francji zdobył bramkę w spotkaniu z reprezentacją Norwegii.
Od maja 2014 jest asystentem selekcjonera reprezentacji Maroka.